# Dacnusa
Dacnusa är ett släkte av steklar som beskrevs av Alexander Henry Haliday 1833. Dacnusa ingår i familjen bracksteklar.

## Bildgalleri

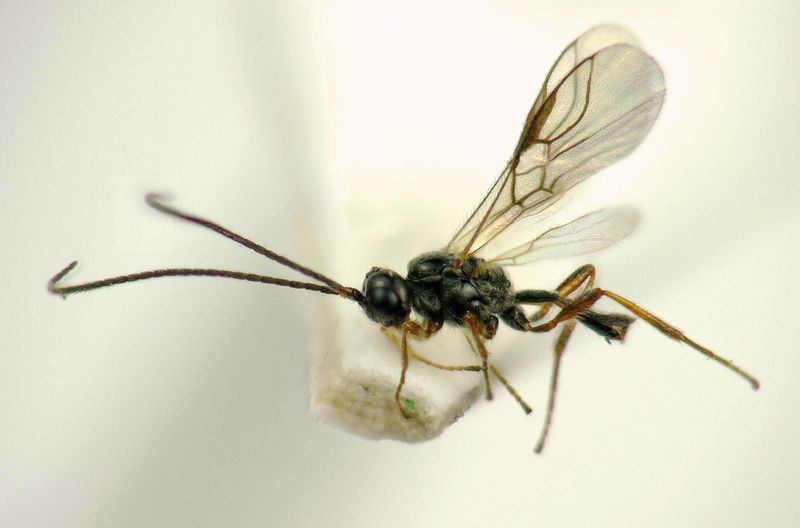

## Dottertaxa tillDacnusa, i alfabetisk ordning[1][2]
- Dacnusa abdita
- Dacnusa abditiva
- Dacnusa abstrusa
- Dacnusa adducta
- Dacnusa alpestris
- Dacnusa alticeps
- Dacnusa analis
- Dacnusa angelicina
- Dacnusa annulata
- Dacnusa aquilegiae
- Dacnusa aquiligiae
- Dacnusa arctica
- Dacnusa areolaris
- Dacnusa arephini
- Dacnusa arkadii
- Dacnusa aspilotoides
- Dacnusa astarte
- Dacnusa aterrima
- Dacnusa atra
- Dacnusa austriaca
- Dacnusa bakurianensis
- Dacnusa barkalovi
- Dacnusa basirufa
- Dacnusa belokobylskii
- Dacnusa brevis
- Dacnusa brevistigma
- Dacnusa brevitarsis
- Dacnusa campanariae
- Dacnusa centaureae
- Dacnusa cerpheres
- Dacnusa chereas
- Dacnusa cingulator
- Dacnusa cisbaikalica
- Dacnusa cismelicerta
- Dacnusa clavata
- Dacnusa clematidis
- Dacnusa confinis
- Dacnusa dampfella
- Dacnusa danzas
- Dacnusa delphinii
- Dacnusa diluta
- Dacnusa discolor
- Dacnusa docavoi
- Dacnusa dolorosa
- Dacnusa dryas
- Dacnusa dubiosa
- Dacnusa ergeteles
- Dacnusa erythrosoma
- Dacnusa euphrasiella
- Dacnusa evadne
- Dacnusa faeroeensis
- Dacnusa fasciata
- Dacnusa fasciola
- Dacnusa fastosa
- Dacnusa filatica
- Dacnusa flava
- Dacnusa flavicoxa
- Dacnusa flaviventris
- Dacnusa fraterna
- Dacnusa fumicoxa
- Dacnusa fuscipes
- Dacnusa gallarum
- Dacnusa gangtokensis
- Dacnusa gentianae
- Dacnusa groenlandica
- Dacnusa groschkeana
- Dacnusa gumbus
- Dacnusa helvetica
- Dacnusa heringi
- Dacnusa himalayensis
- Dacnusa hospita
- Dacnusa jakovlevi
- Dacnusa jakutica
- Dacnusa kasparyani
- Dacnusa kaszabi
- Dacnusa kerzhneri
- Dacnusa konovalovae
- Dacnusa kurilensis
- Dacnusa laesa
- Dacnusa laeta
- Dacnusa laevipectus
- Dacnusa latisternaulica
- Dacnusa leleji
- Dacnusa leucotegula
- Dacnusa liopleuris
- Dacnusa lissos
- Dacnusa lithospermi
- Dacnusa lomnickii
- Dacnusa longicauda
- Dacnusa longiradialis
- Dacnusa longithorax
- Dacnusa lonicerella
- Dacnusa luctuosa
- Dacnusa lugens
- Dacnusa macrosoma
- Dacnusa macrospila
- Dacnusa maculata
- Dacnusa maculipes
- Dacnusa mara
- Dacnusa marica
- Dacnusa marshakovi
- Dacnusa maxima
- Dacnusa megastigma
- Dacnusa melicerta
- Dacnusa merope
- Dacnusa metula
- Dacnusa minuta
- Dacnusa moniliata
- Dacnusa monticola
- Dacnusa nigrella
- Dacnusa nigricoxa
- Dacnusa nigrifemur
- Dacnusa nigropygmaea
- Dacnusa nipponica
- Dacnusa obesa
- Dacnusa ocyroe
- Dacnusa omolonica
- Dacnusa oscinidis
- Dacnusa paramushirica
- Dacnusa patuna
- Dacnusa paucicula
- Dacnusa plantaginis
- Dacnusa prisca
- Dacnusa pseudolugens
- Dacnusa pubescens
- Dacnusa radialis
- Dacnusa reducta
- Dacnusa reno
- Dacnusa rodriguezi
- Dacnusa rufa
- Dacnusa rugosa
- Dacnusa sasakawai
- Dacnusa scaptomyzae
- Dacnusa sergia
- Dacnusa sibirica
- Dacnusa soldanellae
- Dacnusa soma
- Dacnusa splendida
- Dacnusa stenoradialis
- Dacnusa storozhevae
- Dacnusa stramineipes
- Dacnusa subfasciata
- Dacnusa sublaeta
- Dacnusa sublonicerella
- Dacnusa subnigrella
- Dacnusa sulcata
- Dacnusa sulcifera
- Dacnusa sulcipleuris
- Dacnusa sylvatica
- Dacnusa tarsalis
- Dacnusa temula
- Dacnusa temuloides
- Dacnusa terminalis
- Dacnusa tricolor
- Dacnusa trisulcata
- Dacnusa umbelliferae
- Dacnusa ussuriensis
- Dacnusa veronicae
- Dacnusa zek
- Dacnusa zlobini